# ستيفن ليوبولد
ستيفن ليوبولد هو رائد أعمال كندي، ولد في 15 نوفمبر 1951 في مونتريال في كندا.